# Jessica Pimentel
Jessica Pimentel (* 20. September 1982) ist eine US-amerikanische Schauspielerin und Sängerin.

## Leben
Pimentel wurde in Brooklyn, New York City geboren. Ihre Eltern stammen ursprünglich aus La Romana in der Dominikanische Republik, wanderten allerdings schon in ihrer Jugend nach New York City aus. Sie ließen sich scheiden, als Pimentel sechs Jahre alt war.
Pimentel ging auf die High School of Performing Arts in New York City, wo sie Geige lernte. Nach ihrem Abschluss konzentrierte sie sich allerdings auf die Schauspielerei.
Seit 2013 ist sie mit dem Meshuggah-Schlagzeuger Tomas Haake liiert. Sie wurde christlich erzogen, ist allerdings praktizierende Buddhistin.

## Schauspielkarriere
Nach einigen kleineren Schauspielrollen spielte Pimentel 2008 im Film Das Gesetz der Ehre. 2014 wirkte sie in vier Folgen der Fernsehserie Person of Interest mit.
Größere Bekanntheit erlangte Pimentel ab 2013 in der Netflix-Serie Orange Is the New Black, wo sie als Maria Ruiz bis zur vierten Staffel zunächst als Nebenrolle besetzt war und von der fünften bis zur siebten Staffel als Hauptfigur fungierte.

## Musikkarriere
Pimentel lernte neben Geige auch Gitarre, E-Bass, Schlagzeug und Klavier spielen. Als Teenager schloss sie sich mehreren New Yorker Heavy-Metal-Bands an. Von 2010 bis 2014 war sie Bassistin in der New Yorker Band Desolate.
Seit 2010 ist sie Sängerin und Gitarristin der in New York ansässigen Heavy-Metal-Band Alekhine’s Gun.

## Auszeichnungen
- 2015–2018: Screen Actors Guild Award/Bestes Schauspielensemble in einer Comedyserie